# 黄白悬垂黄耆
黄白悬垂黄耆（学名：Astragalus dependens var. flavescens）为豆科黄芪属下的一个变种。

## 扩展阅读
- 維基物種上的相關：黄白悬垂黄耆